# Couronne (dent)
Pour les articles homonymes, voir Couronne.

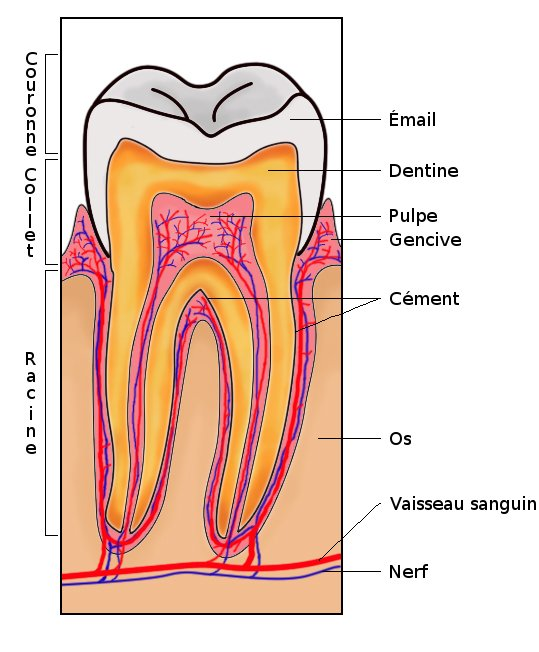
Détail d’une molaire

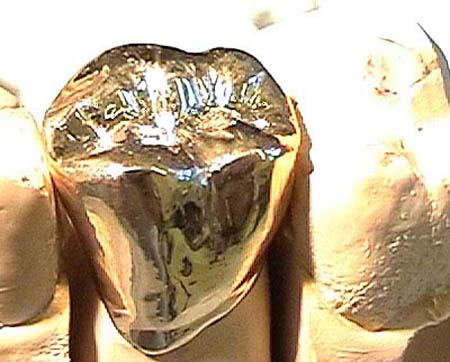
Couronne en or sur molaire

En dentisterie, la couronne est la partie de la dent qui dépasse hors de la gencive (par opposition à la racine). Cette zone est naturellement recouverte par une substance très dure, l’émail dentaire.
Le terme couronne désigne aussi par extension la couronne prothétique, une prothèse dentaire permettant de protéger une dent qui est vivante ou non (dévitalisée). Elle recouvre la partie de la dent restante en reconstituant la partie coronaire, ce qui préserve la dent de nouvelles agressions, tout en évitant son extraction et son remplacement complet.
Il arrive également que des patients demandent un allongement de la couronne pour améliorer l'esthétique du sourire, dans le but de diminuer un sourire gingival.

## Types de couronnes
Elle peut être en céramique, chrome-cobalt, nickel-chrome, ou métal précieux. Les couronnes tout-céramique (céramique sur chape en céramique ou zircone) ainsi que celles réalisées en métal précieux ou titane offrent les meilleures garanties contre les risques d’allergies.
Le nickel-chrome n’apporte pas les mêmes garanties. Ainsi, pour les restaurations de dents réalisées en nickel-chrome, un tatouage noir, fort peu esthétique, peut apparaître sur la gencive en contact avec l’alliage. La chirurgie seule peut venir à bout de ce problème et la dépose de la couronne ne suffira pas.
Pour les dents antérieures, le dentiste pose pour des raisons esthétiques des couronnes céramiques ou céramo-métalliques (sachant qu’avec le temps un liseré métallique apparaît au niveau de la gencive). Pour les dents postérieures, l’incidence esthétique étant moins importante, le dentiste pose souvent pour des raisons financières des couronnes en métal. Les couronnes en céramique ou en zircone sont légèrement translucides, ce qui leur donne un effet plus naturel.
Les couronnes céramo-métalliques sont plus épaisses que les couronnes tout-céramique ou en zircone. Elles nécessitent donc de limer une plus grande partie de la dent pour être posée dessus, ce qui nécessite parfois de dévitaliser la dent.

## Raisons de la mise en place d’une couronne

### Délabrement de la dent

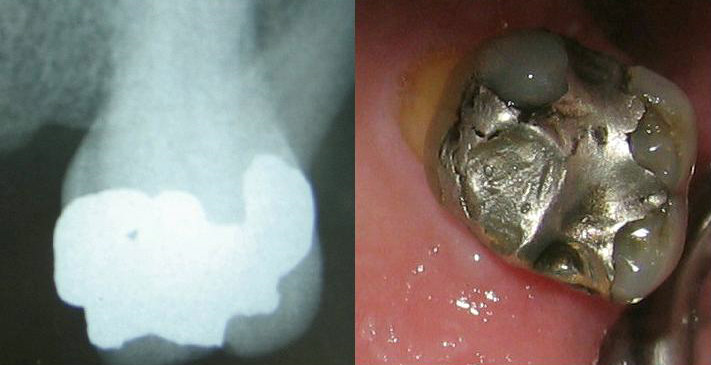
Radiographie et photographie d’une seconde molaire restaurée avec un important amalgame. Si cette dent nécessitait une nouvelle restauration à la suite d'une reprise de carie ou d'une fracture, la structure de la dent restante après le retrait de l’amalgame et des tissus cariés ne serait pas suffisante pour la pose d’un nouvel amalgame. La pose d’une couronne serait indiquée.

Quand une carie dentaire est petite et la dent n’est pas trop délabrée et qu’après le nettoyage de la cavité par le dentiste, la structure de la dent est suffisamment importante, le dentiste comble la cavité par un amalgame, une résine ou un composite.
Mais, quand la carie est importante, qu’il ne reste pas suffisamment de structure dentaire et que la dent est fragile ou que la dent est fracturée, les restaurations vues précédemment ne sont pas envisageables : la restauration de la dent nécessite la pose d’une couronne ou d’un onlay.

### Dent dévitalisée

Taux de fracture des dents dévitalisées après 1 à 25 ans, couronnées et non couronnées.

Une dent ayant bénéficié d'un traitement endodontique (ou dévitalisation) est dite dévitalisée, c’est-à-dire que sa pulpe contenant le nerf et les vaisseaux, a été enlevée et la cavité formée a été convenablement nettoyée et comblée pour éviter toute invasion de bactéries par la suite.

À la suite de ce traitement, il ne reste généralement pas assez de dent pour réaliser une obturation par un amalgame comme dans le cas d’une simple carie. De plus, la dévitalisation a rendu la dent beaucoup plus fragile et cassante comparativement à ses voisines vivantes : la dent risque de se fracturer verticalement tôt ou tard et il sera certainement nécessaire de l’extraire. Pour éviter cela, le dentiste coiffe la dent dévitalisée d’une couronne prothétique.
Le risque de fractures des dents dévitalisées augmente considérablement sur les dents postérieures quand une couronne ne les protège pas. En effet, une personne moyenne exerce une force musculaire importante sur ces dents postérieures qui est approximativement neuf fois supérieure à celle exercée sur les dents antérieures. Si la zone de contact postérieur effective est de 1 mm2, alors une pression de plus de 7.109 Pa s’exerce sur la restauration. C’est pour cela que les dents postérieures (c’est-à-dire les molaires et les prémolaires) doivent, dans pratiquement toutes les situations, être couronnées après avoir subi une dévitalisation afin de les protéger des fractures.

## Types spéciaux de couronnes

### Bridge
À la suite d'une extraction, la dent manquante peut être remplacée par un bridge s'il y a au moins une dent de part et d'autre de l'édentement. Un bridge est constitué d'au moins deux dents supports appelées dents piliers, de un ou plusieurs tabliers ou inter ou pontiques.
Les avantages sont :
- La rapidité d'exécution. En effet, en quelques séances, de 4 à 7 en fonction de la taille et la complexité du bridge, le travail est réalisé.
- L'esthétique. Les matériaux en eux-mêmes sont esthétiques et le prothésiste pourra aisément gérer la répartition des volumes dentaires afin d'obtenir le meilleur résultat esthétique.
- La prise en charge. Selon la sécurité sociale française, le bridge bénéficie d'une codification SPR 50 pour chaque pilier et SPR 30 pour les inter jusqu'à trois inter. Au-delà de trois inter (rare et déconseillé), SPR35 pour quatre inter, SPR40 pour cinq, etc. Les mutuelles remboursent un pourcentage de cette codification et il en résulte une prise en charge relativement bonne.

Les inconvénients sont :
- La susceptibilité. En effet, qu'un seul pilier du bridge soit atteint par une reprise de carie ou par une petite infection et c'est l'intégralité du travail qui est remis en cause.
- La longévité. Plus le nombre de piliers est faible par rapport au nombre de dents absentes et moins le bridge sera pérenne (ce qui semble assez logique). Cependant un bridge de petite taille, réalisé par un bon praticien, reste une reconstruction très fiable dans le temps.
- Le coût. Même s'il existe une codification et donc un remboursement de la part de la sécurité sociale et de la mutuelle, les honoraires sont souvent élevés et il restera à la charge du patient un montant non négligeable surtout en comparaison avec une prothèse amovible (dentier).
- La mutilation. Si les dents de part et d'autre de l'édentement sont intactes, il faudra alors tailler, voire dévitaliser, des dents parfaitement saines pour réaliser ce bridge. Aussi, l'indication du bridge est souvent posée à la faveur de piliers déjà délabrés.

### Implant
Après cicatrisation de la gencive dans laquelle a été insérée une vis en titane, le dentiste peut y installer une couronne afin de remplacer la dent manquante. Dans ce cas, la vis joue le rôle de la racine restante dans le cas d'une simple dent dévitalisée délabrée.

## Étapes de la pose d'une couronne
Couronne sur dent dévitalisée :

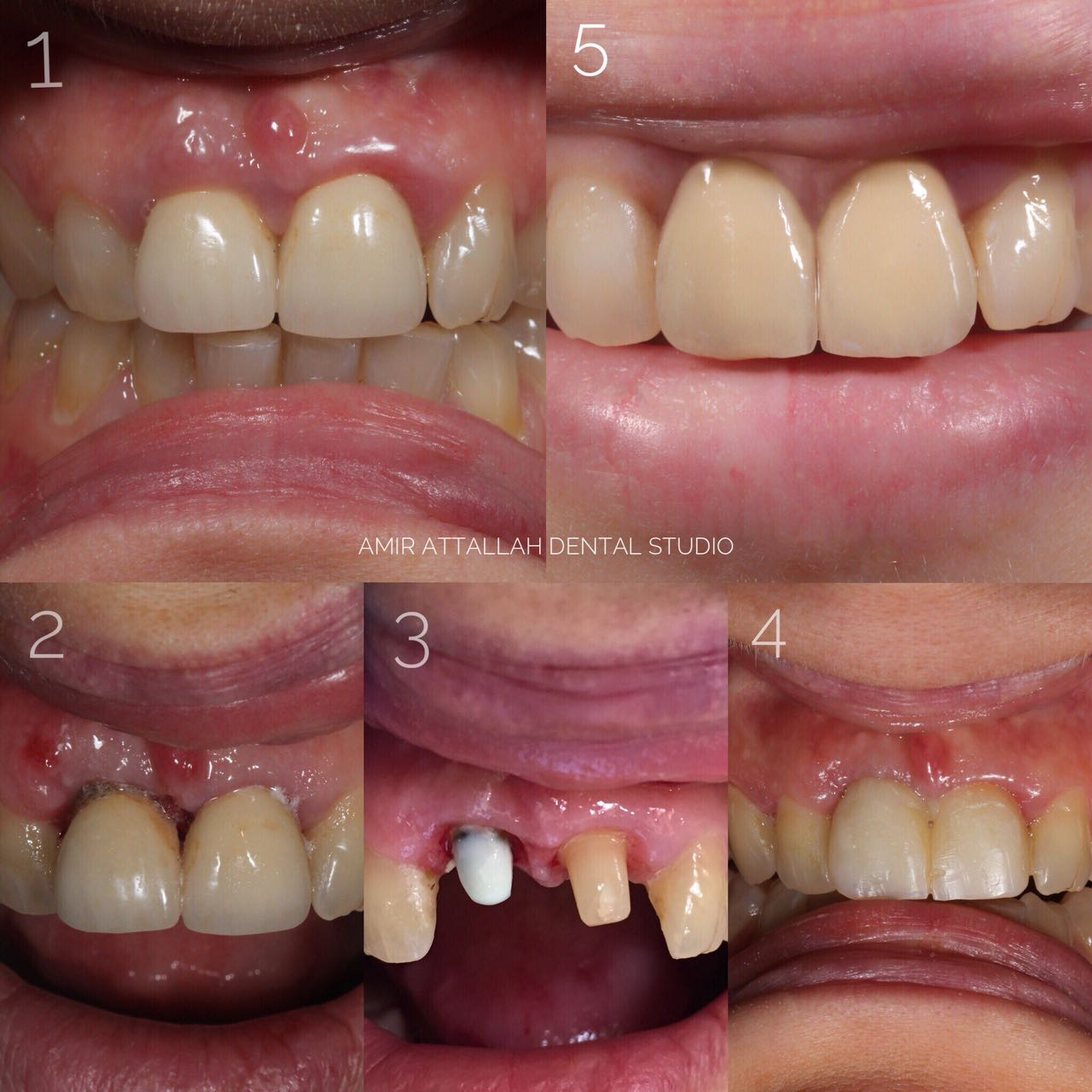
1- Le remplacement des couronnes très usée. 2. L’elongation coronaire. 3. La résine dentaire utilisation pour masquer le poste métallique. 4. Les Couronnes provisoires fait du composite. 5. Les couronnes finales fait du ceramique feldspathic.

- choix de la couronne : le dentiste informe le patient des différents types de couronnes possibles et le patient choisit (choix éclairé) ;
- préparation de la dent : la dent étant dévitalisée, il est nécessaire d'utiliser un ancrage radiculaire : inlay-core ou faux-moignon qui est un tenon placé dans la racine. Le dentiste réalise donc une préparation interne et externe de la dent à couronner. La préparation interne nécessite de creuser dans le matériau d'obturation de la racine (gutta-percha le plus souvent), le tenon doit être long des 2/3 à la moitié de la racine pour assurer la rétention. L'intérieur de la dent doit être de dépouille. La préparation externe dépend du type de couronne : pour une couronne métal, on doit avoir 0,5 mm d'épaisseur au minimum ; pour une couronne céramo-métallique, on aura 1,5 mm d'épaisseur ;

- prise d'empreinte bimaxillaire : l'empreinte de l'arcade comportant la dent préparée est généralement réalisée en silicone, qui permet une empreinte précise. L'empreinte de l'arcade antagoniste est réalisée en alginate. Les empreintes sont envoyées au prothésiste qui va les couler en plâtre et les monter sur un articulateur permettant d'obtenir dans son laboratoire la réplique de la bouche du patient ;

– réalisation et pose d'une couronne temporaire ;
– réalisation par le prothésiste du faux-moignon et de la couronne définitive ;
– essayage de la couronne en bouche, pose et vérification de l'occlusion ;
– la réalisation du faux-moignon et de la couronne peut se faire séparément afin de valider en bouche les différentes étapes. Ainsi, le praticien peut également essayer la chape métallique d'une couronne céramo-métallique avant que celle-ci soit recouverte par la céramique.
La préparation d'une dent vivante nécessite des précautions afin d'éviter d'agresser la pulpe dentaire (nerf de la dent).

Pose d'une couronne

### Couronne provisoire

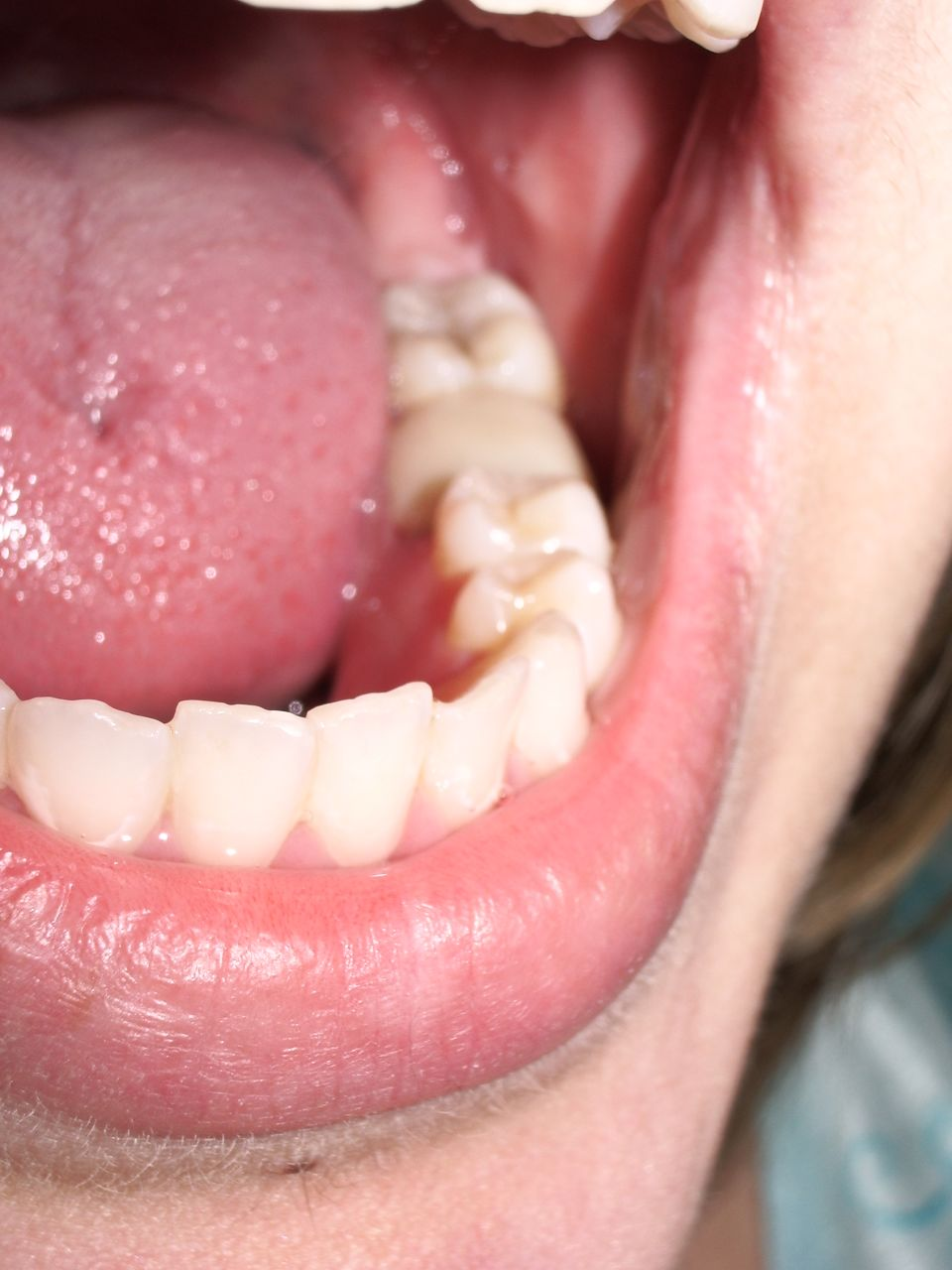
Couronne provisoire sur molaire (dent no 36)

Une couronne provisoire est une couronne que le dentiste pose ou crée après avoir taillé la dent et pris les empreintes nécessaire à la réalisation de la couronne prothétique définitive. La couronne provisoire a pour but de préserver les limites de la préparation dentaire et maintenir l'espace nécessaire à la couronne définitive (les dents ayant tendance à bouger pour refermer les espaces libres). Elle protège la dent et assure mastication et esthétique jusqu'à la pose de la couronne définitive.
Celle-ci peut être en métal préformé, en composite préformé ou réalisée en polymère de résine avec ou sans l’aide d’un moule.
La couronne provisoire doit être parfaitement ajustée aux limites dent/gencive, avoir des contacts avec les dents adjacentes, ne pas gêner l’occlusion. Pour cela elle est ajustée au fauteuil par le praticien. Elle doit être facilement déposable.

## Longévité de la couronne
La durée de vie moyenne d’une couronne est d’environ dix ans. Mais si la restauration a été correctement faite et qu’elle est bien entretenue, elle peut durer beaucoup plus longtemps.
Le facteur le plus important affectant la durée de vie de toute réparatrice est la poursuite de l’hygiène bucco-dentaire effectuée par le patient. Si elle est correctement traitée, elle peut durer toute la vie, si elle est mal traitée, elle peut durer un jour[réf. nécessaire]. D’autres facteurs interviennent comme la compétence du dentiste et de son technicien de laboratoire, le matériau utilisé et l’état initial de la dent et de la racine.
Les couronnes en or ont la durée de vie la plus longue car elles sont fabriquées en une seule pièce d’or dont les propriétés mécaniques sont remarquables. Les couronnes céramo-métalliques sont plus fragiles car la porcelaine, bien que très résistante à la compression, est fragile en tension, et sa rupture augmente à mesure que la quantité de surfaces couvertes de porcelaine augmente. Les couronnes en céramo-métallique avec de la porcelaine sur la surface occlusale (c’est-à-dire la surface de mastication) d’une dent postérieure ont 7 % de chances d’échec de plus que les couronnes en or[réf. nécessaire].
Quand les couronnes sont utilisées pour restaurer les dents ayant subi un traitement endodontologique, elles augmentent la vie de la dent non seulement par la prévention de la fracture de la dent dévitalisée fragilisée, mais aussi par une meilleure étanchéité contre l’invasion des bactéries. Bien que le matériau inerte de remplissage dans le canal radiculaire agisse contre l’invasion microbienne à l’intérieur de la structure de la dent, c’est la couronne qui agit comme un sceau étanche sur la partie coronaire restante de la dent et qui empêche une nouvelle invasion du canal radiculaire.

## Complications

### Couronne trop grosse
Parfois certaines couronnes sont trop grosses et peuvent provoquer des douleurs par phénomène de surpression.

### Infection à la racine d'une dent dévitalisée
Cette infection peut se déclarer soit peu après le traitement, soit quelques années plus tard.
Lors de la pose de la couronne, si l'intégralité des canaux n'est pas complètement obturée, dans les endroits restés vides il y a encore des bactéries.
Ces bactéries enfermées dans la dent sont des bactéries anaérobies, c'est-à-dire qu'elles n’ont pas besoin d’oxygène pour vivre et se multiplier. Elles sont généralement considérées comme étant les plus toxiques. La dent dévitalisée devient un foyer infectieux qui peut avoir des retentissements sur tout l’organisme. Ce foyer provoque des pathologies
- locales : granulome (kyste de petite taille), kyste et abcès. Ces lésions peuvent rester silencieuses pendant des années avant de devenir un abcès.
- à distance : infection focale : dissémination des bactéries par la circulation sanguine dans tout l'organisme.